# Phạm Thuần
Phạm Thuần (1905-1999) là nhà cách mạng và chính khách Việt Nam, Phó Bí thư Tỉnh ủy Phú Thọ, Chủ tịch Ủy ban Hành chính tỉnh Phú Thọ.
Ông quê tại thôn Nam Huân, xã Đình Phùng, huyện Kiến Xương, tỉnh Thái Bình.

## Quá trình hoạt động cách mạng
Ông tham gia cách mạng từ 2-1927, Bí thư chi bộ Việt Nam Cách mạng Thanh niên liên xã Nam Huân-Thịnh Quang, kiêm phái viên liên lạc của Tỉnh bộ. Tháng 9-1929 được chuyển thành Đảng viên Đảng Cộng sản.
Ông bị bắt trong cuộc đấu tranh vay thóc cứu đói đầu năm 1930, bị phạt 8 tháng tù giam, ở tù được 2 tháng thì trốn được, đi thoát ly làm ở cơ quan ấn loát của Tỉnh ủy Thái Bình.
Tháng 4-1931, ông cùng Lê Tuân đi họp xứ ủy, cả hai đều bị bắt ở Hà Nội trong vụ Nghiêm Thượng Biền phản bội, bị kết án 10 năm tù khổ sai và 20 năm quản thúc, giam ở các nhà tù Hà Nội, Côn Đảo.
Tháng 8-1937 được ra tù, về địa phương tiếp tục hoạt động. Tháng 2-1945, đội trưởng tự vệ xã.
Tháng 8-1945, ông được cử làm Chủ tịch ủy ban cách mạng lâm thời xã Nam Huân.
Năm 1946 ông làm Phó Giám đốc nhà máy đúc tiền Thái Nguyên.
Từ 1947 trở đi, ông công tác ở tỉnh Phú Thọ lần lượt giữ các cương vị: Huyện ủy viên, Bí thư Huyện ủy Phù Ninh (1947-1948); Bí thư Nông hội tỉnh (1949); Bí thư Huyện ủy Đoan Hùng (1950); Huyện ủy viên huyện Thanh Thủy (1951); Tỉnh ủy viên, Trưởng ty Công an (1952-1956); ủy viên Ban Thường vụ Tỉnh ủy, phụ trách công tác sửa sai (1956); Phó Bí thư Tỉnh ủy, Chủ tịch Ủy ban Hành chính tỉnh (1956-1961); Ủy viên Ban Thường vụ Tỉnh ủy, Phó Chủ tịch Ủy ban Hành chính tỉnh (1961-1963); ủy viên Ban Thường vụ Tỉnh ủy, Trưởng ban Tổ chức Tỉnh ủy (1963-1967). Khi hai tỉnh Vĩnh Phúc và Phú Thọ hợp nhất năm 1968 ông giữ chức Ủy viên Ban Chấp hành Đảng bộ tỉnh Vĩnh Phú, Chủ tịch Ủy ban Mặt trận Tổ quốc (1968-1985).
Ông nghỉ hưu từ 3-1985.
Ông được Nhà nước tặng thưởng Huân chương Độc lập hạng nhất, Huân chương Kháng chiến chống Pháp hạng nhì, Huân chương Kháng chiến chống Mỹ hạng nhất, Huân chương Chiến thắng hạng nhất. Huy hiệu 40 năm, 50 năm, 60 năm, 70 năm tuổi Đảng.
Con trai ông là Phạm Phú Thái, Trung tướng, nguyên Chánh Thanh tra Bộ Quốc phòng, Phó Tư lệnh Quân chủng Phòng không không quân.